# Dimitrij Tirol
Dimitrij Tirol (srbsko: Димитрије П. Тирол), srbski pisatelj, jezikoslovec, zemljepisec in slikar, * 30. maj 1793, Čakovo pri Temišvaru, Habsburška monarhija, † 30. marec 1857, Temišvar
Živel in deloval je v Avstrijskem cesarstvu in v Kneževini Srbiji v okviru Otomanskega cesarstva.

## Življenjepis
Dimitrij Tirol je bil rojen v Čakovem kot sin Panteja Tirola in Magdaline Kapamadžije. Njegov oče se je rodil kot Georgijević, vendar se je pri hiši po domače reklo »pri Tirolu«’, in tako je tudi pisalo na zidu; Dimitriju je to tako ugajalo, da si je Tirol(sko) izbral za svoj priimek.
Šolal se je v Čakovem, dalmatinskem Bristu, Temišvaru in Kecskemét u. Maturiral je v Mezőberényu, nato se je vpisal na Evangeličanski licej v Bratislavi. 1813 se je vrnil domov, dve leti kasneje pa mu je umrl oče. Nato se je z materjo preselil v Temišvar, kjer se je na očetovo željo naučil trgovanja.

### Poznanstvo zVukom Karadžićem
1817 se je poročil s Kristino Kristoforovo.
Bil je velik občudovalec Vuka Karadžića in njegovih jezikovnih prenov. Prav zaradi Vuka je začel zbirati srbske narodne pesmi v Banatu. Takrat je začel pisati več šolskih učbenikov, vključno z Nemško slovnico za srbsko mladino.  Leta 1818 je napisal knjižico Prijateljska knjižica za premilo in preljubeznivo srbsko mladino (Privestvovatelnaja knizica za primilu i preljubeznu serbsku junost).
Vuk je z družino večkrat obiskal Tirolove v Temišvaru. Leta 1822 je Karadžić prevedel Tirolovo slovnico v nemščino. Prav tako je Tirol pripravil srbsko slovnico, ki jo je Vuk Karadžić vključil v Srpski dvorcik za Jakoba Grimma, ki je leta 1824 izdal svojo Wuk's Stephanowitsch kleine Serbische Grammatik.

## Knjige
- Привествователнаја книжица за премилу и прељубезну сербску јуност (Buda, 1818)
- Немачка граматика за употребленије србске младежи (Buda, 1830)
- Политическо земљописаније за употребленије србске младежи (Beograd, 1832)
- Начертаније Устава Ученога Србскога Друштва (Beograd, 1835)
- Сила пријатељства или Дон Жуан и Дона Теодора (Beograd, 1835)
- Мненије у употребљавању страдателне частице (Beograd, 1837)
- Подвиги Димитрија Максимовића Књажевића... (Beograd, 1841)
- Обштеупотребитељниј правопис србског језика... (Temišvar, 1852)
- Списак членова Дружства Читалишта фабричког у Темишвару (Temišvar, 1854)
- Високоблагородној Госпођи Екатерини Вуковићки... (Temišvar, 1854)
- Огледи србског књижества за гимназијску младеж (Temišvar, 1855)

## Almanahi
- Bánáti almanach (Temišvar, 1827, 1828, 1829)
- Uranija (Beograd, 1837, 1838)

## Koledarji
- Temesvári kalendárium 1854, 1855, 1856, 1857, 1858

## Slikovna zbirka
- Naslovnica Славенска граматика (1827)
- Банатски алманах за 1829. годину
- Naslovnica knjige Kleine Grammatik der serbischen Sprache für Deutsche (Мала граматика српског језика за Немце) (1851)
- Naslovnica koledarja Темишварски календар за 1858. годину
- Srbska pravoslavna cerkev v Čakovem
- Čakovo - Katoliška cerkev
- Dimitrij Tirol: Dositej Obradović
- Romunska pravoslavna cerkev v Čakovem